# 道の駅フレッシュあさご
道の駅フレッシュあさご（みちのえき フレッシュあさご）は、兵庫県朝来市にある道の駅である。播但連絡道路の朝来サービスエリア（あさごサービスエリア）と併用している。
北行きは自動販売機コーナーとトイレだけであるが、南行きの施設と歩道橋で接続されており、レストランなどの施設が利用可能である。国道312号からは市道を経由してアクセス可能で、国道からも建物は目立つ。

## 道路
- E95 播但連絡道路
- 国道312号

## 施設
- 売店（8:40 - 20:00）

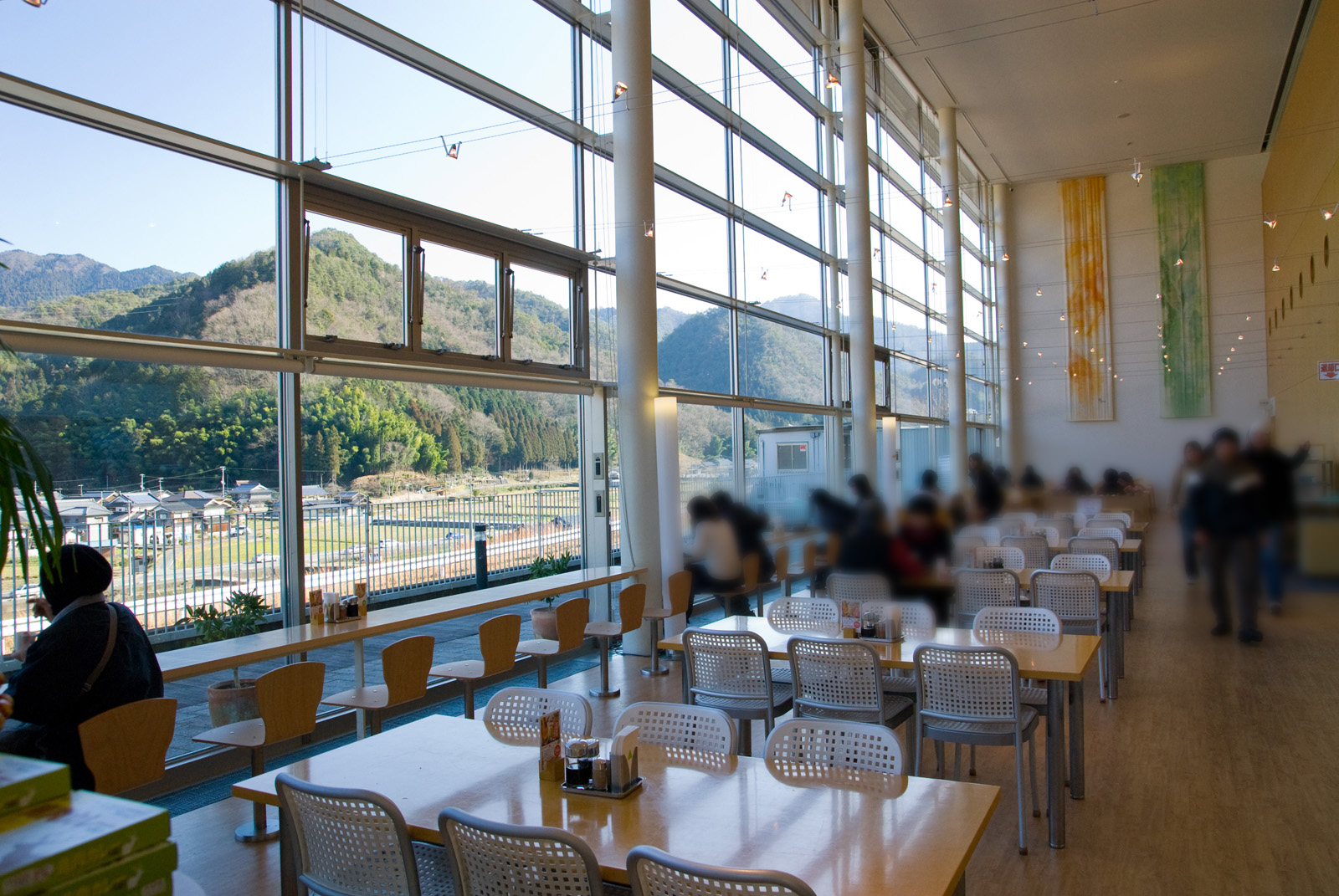
軽食・レストラン

- レストラン（10:00 - 19:00（18:20オーダーストップ））[1]
- 情報センター（9:00 - 20:00）
- 小ホール（80名）
- 公衆電話
- 電気自動車用急速充電器（9:00 - 18:30）
- トイレ
  - 北行き：男性大2・小3、女性3、身障者用1（男女共用）
  - 南行き：男性大3・小10、女性12、身障者用2（男女別 男性1、女性1）
- 駐車場
  - 北行き：普通車9台、 身障者用1台、 大型車5台
  - 南行き：普通車50台、身障者用1台、 大型車21台
  - 一般道：普通車13台

## 隣
E95 播但連絡道路
(15) 生野北第二ランプ - 朝来SA - (16) 朝来IC